# Меджидов, Эльдар Тофиг оглы
Эльдар Тофиг оглы Меджидов (азерб. Eldar Tofiq oğlu Məcidov; 26 августа 1965 — 15 мая 1992) — азербайджанский военный деятель, участник Первой карабахской войны, Национальный герой Азербайджана.

## Биография

Мемориальная доска на стене дома в Баку, в котором жил Эльдар Меджидов

Эльдар Меджидов родился 26 августа 1965 года в Баку. В 1982 году окончил среднюю школу № 52. В этом же году устроился на работу в Художественный фонд Союза художников Азербайджана. В 1983 году был призван на военную службу. Служил на территории Германии. После окончания службы в 1985 году вернулся на родину. Вскоре началась Первая карабахская война. В 1992 году Меджидов решил отправиться на фронт. Был назначен командиром военной части № 776. 15 мая 1992 года в боях за село Зарыслы Меджидов был ранен в правую ногу и скончался от потери крови. На момент гибели был женат. Осталась дочь.
Указом президента Азербайджанской Республики № 202 от 16 сентября 1994 года Меджидову Эльдару Тофиг оглы было посмертно присвоено звание Национального героя Азербайджана.
Похоронен на Аллее шахидов в Баку.
На стене дома в Баку, в котором жил Меджидов, установлена мемориальная доска.